# الثميد
الثميد وأيضاً تُنطق الثُميد وهي إحدى مناطق قطر تقع في الريان. في التعداد السكاني للعام 2015 وُضعت ضمن المنطقة 51؛ التي كان عدد تعدادها السكاني 56027 نسمة، والتي تشمل أبضاً مناطق: أزغوى، غرافة الريّان، روضة اقديم، بني هاجر، والسيج. تحدها من الجنوب والجنوب الشرقي روضة اقديم ومن الشرق أزغوى 71 في بلديم أم صلال ومن الشمال الفروش في بلدية أم صلال ، ومن الغرب تجاورها روضة الجهانية.
حتى بداية العام 2016 كانت منطقة السميد تعاني من غياب مشاريع البنية التحتية. في العام 2019 اعلنت أشغال إنها إنتهت من 60% من مشاريع البنية التحتية في منطقة الثميد التي شملت الطرق والخدمات والصرف الصحي والاتصالات

## أصل التسمية
```
الثميد كلمة عربية تعني المنطقة الضحلة التي تحتفظ بالماء. تم إعطاء هذا نظراً للبئر الضحل الموجود في المنطقة. تم العثور على هذه البئر التاريخي في الجزء الجنوبي من المنطقة الذي يقع في الروضة
[
5
]
```